# Калиновский, Бальтазар Фомич
Бальтазар Фомич Калиновский (1827 — 10 октября 1884) — российский экономист польского происхождения.

## Биография
Из дворян Ковенской губернии. В 1846 году окончил с серебряной медалью Первую Виленскую гимназию, затем в 1851 г. камеральное отделение юридического факультета Санкт-Петербургского университета. Преподавал историю и статистику в Санкт-Петербургских военно-учебных заведениях. В 1859 г. получил степень магистра политической экономии за рассуждение «О развитии и распространении идеи свободной торговли и о применении её к положительным законодательствам в главных западноевропейских государствах» (Санкт-Петербург, 1859). Тогда же напечатал статью «О рабочем классе в Англии». В 1861 г. Калиновский был избран адъюнктом Санкт-Петербургского университета по кафедре законов о государственных повинностях и финансах, но лекций не читал вследствие закрытия университета.
Калиновский входил в кружок революционно настроенной польской молодёжи, группировавшийся вокруг Сигизмунда Сераковского и Иосафата Огрызко. В 1862 г. он ездил за границу и побывал в Лондоне у Герцена, результатом чего было его увольнение от должности. Вскоре после того он был сослан, сначала в Астрахань, затем из Казани, где его судили, в Бийск; в Бийске дом Калиновского стал центром общественной жизни польских ссыльных: согласно донесению полиции, «политические преступники собираются почти каждую ночь у Калиновского, где проводят время в шумных разговорах на польском языке… Эти ночные сборы производят неприятное впечатление на некоторых жителей города и возбуждают иногда разные нелепые толки». В конце 1860-х г. ему было разрешено поселиться в Туле, где он был секретарем губернского статистического комитета. В 1873 г. Калиновский переехал в Санкт-Петербург и вступил в адвокатуру, помощником В. Д. Спасовича, с которым был связан давнишней дружбой; с 1878 г. был присяжным поверенным.
С университетской карьерой окончилась и научная деятельность Калиновского. Сочинение его о свободе торговли относится всецело к той формации экономического мышления, для которой существование «неизменных законов» политической экономии, то есть принципа экономической свободы, со всеми его частными выводами, составляло основной научный догмат. Калиновский глубоко убежден, что «между интересами частными и общественными нет и не может быть никакого противоречия»; с особенной любовью он цитирует автора «Экономических гармоний», Фр. Бастиа; социальной точкой зрения он пользуется только как оружием против протекционизма. Историческая зависимость направления торговой политики от степени экономического развития страны и от интересов экономически господствующего класса не обратила на себя внимания Калиновского.